# Guido Gratton
Guido Gratton (Monfalcone, 23 settembre 1932 – Bagno a Ripoli, 26 novembre 1996) è stato un calciatore e allenatore di calcio italiano, di ruolo centrocampista.

## Biografia
È morto nel 1996, a 64 anni, ucciso da alcuni rapinatori introdottisi nella sua casa di Bagno a Ripoli per sottrargli l'incasso di un piccolo circolo tennistico che gestiva da qualche tempo. Oltre cinquemila persone parteciparono ai suoi funerali, tenuti nella Basilica di Santa Croce, a Firenze. Per ricordarlo, la Fiorentina chiese alla Lega Calcio di poter effettuare un minuto di silenzio, disputando la gara successiva con la fascia nera di lutto al braccio

## Caratteristiche tecniche
Gratton era un centrocampista, fisicamente forte e resistente, con compiti di collegamento tra difesa e attacco e di rifornimento del reparto offensivo.

## Carriera

### Giocatore

#### Club

Gratton insegue la mezzala olandese Faas Wilkes nel corso della stagione 1952-1953

Cresciuto nel Parma e nel L.R. Vicenza, Gratton esordì in Serie A con la maglia del Como, nel corso della stagione 1952-1953.
L'anno successivo passò alla Fiorentina, voluto da Fulvio Bernardini. Nel club viola, del quale divenne una bandiera, andò a formare la linea offensiva accanto a Julinho, Virgili e Montuori.
Nel 1955-1956 vinse coi viola il primo scudetto del club toscano, mentre l'anno successivo conquistò la Coppa Grasshoppers. Disputò inoltre una finale di Coppa dei Campioni giocata a Madrid contro il Real, e due finali di Coppa Italia nel 1958 e nel 1959-1960.
Lasciò i viola nel 1960 per giocare nel Napoli; l'anno successivo fu acquistato dall'Inter (una presenza in Coppa delle Fiere) e poi girato a novembre alla Lazio, in Serie B. Chiuse la carriera di nuovo in Toscana, nell'Impruneta.

#### Nazionale

Gratton (in piedi, secondo da destra) con l'Italia nel 1956

Esordì in Nazionale il 13 novembre 1953, al Cairo, in una gara di qualificazione ai campionati mondiali contro l'Egitto. Fu tra i convocati per il Mondiale del 1954, nel corso dei quali non scese mai in campo, e rimase nel giro della Nazionale fino al 1959, totalizzando 11 presenze e 3 reti.

### Allenatore
Terminata la carriera agonistica, intraprende per breve tempo quella di allenatore. Nel campionato di Serie C 1969-1970 subentra sulla panchina della Salernitana; a fine stagione passa alla Paganese, da cui viene esonerato nelle prime battute del campionato. In seguito allena anche il Foligno.

## Statistiche

### Cronologia presenze e reti in nazionale
| Cronologia completa delle presenze e delle reti in nazionale ― Italia | Cronologia completa delle presenze e delle reti in nazionale ― Italia | Cronologia completa delle presenze e delle reti in nazionale ― Italia | Cronologia completa delle presenze e delle reti in nazionale ― Italia | Cronologia completa delle presenze e delle reti in nazionale ― Italia | Cronologia completa delle presenze e delle reti in nazionale ― Italia | Cronologia completa delle presenze e delle reti in nazionale ― Italia | Cronologia completa delle presenze e delle reti in nazionale ― Italia |
| Data                                                                  | Città                                                                 | In casa                                                               | Risultato                                                             | Ospiti                                                                | Competizione                                                          | Reti                                                                  | Note                                                                  |
| --------------------------------------------------------------------- | --------------------------------------------------------------------- | --------------------------------------------------------------------- | --------------------------------------------------------------------- | --------------------------------------------------------------------- | --------------------------------------------------------------------- | --------------------------------------------------------------------- | --------------------------------------------------------------------- |
| 13/11/1953                                                            | Il Cairo                                                              | Egitto                                                                | 1 – 2                                                                 | Italia                                                                | Qual. Mondiali 1954                                                   | -                                                                     |                                                                       |
| 15/02/1956                                                            | Bologna                                                               | Italia                                                                | 2 – 0                                                                 | Francia                                                               | Amichevole                                                            | 1                                                                     |                                                                       |
| 25/04/1956                                                            | Milano                                                                | Italia                                                                | 3 – 0                                                                 | Brasile                                                               | Amichevole                                                            | -                                                                     |                                                                       |
| 24/06/1956                                                            | Buenos Aires                                                          | Argentina                                                             | 1 – 0                                                                 | Italia                                                                | Amichevole                                                            | -                                                                     |                                                                       |
| 01/07/1956                                                            | Rio de Janeiro                                                        | Brasile                                                               | 2 – 0                                                                 | Italia                                                                | Amichevole                                                            | -                                                                     | 60’                                                                   |
| 11/11/1956                                                            | Berna                                                                 | Svizzera                                                              | 1 – 1                                                                 | Italia                                                                | Coppa Internazionale                                                  | -                                                                     |                                                                       |
| 25/04/1957                                                            | Roma                                                                  | Italia                                                                | 1 – 0                                                                 | Irlanda del Nord                                                      | Qual. Mondiali 1958                                                   | -                                                                     |                                                                       |
| 12/05/1957                                                            | Zagabria                                                              | Jugoslavia                                                            | 6 – 1                                                                 | Italia                                                                | Coppa Internazionale                                                  | -                                                                     |                                                                       |
| 04/12/1957                                                            | Belfast                                                               | Irlanda del Nord                                                      | 2 – 2                                                                 | Italia                                                                | Amichevole                                                            | -                                                                     |                                                                       |
| 22/12/1957                                                            | Milano                                                                | Italia                                                                | 3 – 0                                                                 | Portogallo                                                            | Qual. Mondiali 1958                                                   | 2                                                                     |                                                                       |
| 06/05/1959                                                            | Londra                                                                | Inghilterra                                                           | 2 – 2                                                                 | Italia                                                                | Amichevole                                                            | -                                                                     |                                                                       |
| Totale                                                                |                                                                       | Presenze                                                              | 11                                                                    |                                                                       | Reti                                                                  | 3                                                                     |                                                                       |

## Palmarès

### Giocatore

#### Competizioni nazionali
- Campionato italiano: 1

Fiorentina: 1955-1956

#### Competizioni internazionali
- Coppa Grasshoppers: 1

Fiorentina: 1952-1957
- Coppa dell'Amicizia italo-francese: 2

Fiorentina: 1959, 1960